# پایگاه هوایی مانیگل
پایگاه هوایی مانیگل (به انگلیسی: Moneygall Aerodrome) (به زبان بومی: Moneygall Airfield) یک فرودگاه همگانی است که یک باند فرود چمن دارد و طول باند آن ۶۰۰ متر است. این فرودگاه در کشور ایرلند قرار دارد و در ارتفاع 137m متری از سطح دریا واقع شده‌است.